# Tisbe biminiensis
Tisbe biminiensis är en kräftdjursart som beskrevs av Volkmann-Rocco 1973. Tisbe biminiensis ingår i släktet Tisbe och familjen Tisbidae. Inga underarter finns listade i Catalogue of Life.